# Hasna Rhamouni
 (septembre 2010).
Si vous disposez d'ouvrages ou d'articles de référence ou si vous connaissez des sites web de qualité traitant du thème abordé ici, merci de compléter l'article en donnant les références utiles à sa vérifiabilité et en les liant à la section « Notes et références ».

a Compétitions nationales et continentales officielles uniquement.

b Matchs officiels uniquement.
Hasna Baaziz, née Hasna Rhamouni le 23 avril 1979, est une joueuse internationale française de rugby à XV évoluant au poste de deuxième ligne. Elle joue notamment au club avec le Stade français Paris.

## Carrière
Avant de découvrir sa passion pour le rugby à XV, Hasna a pratique l’athlétisme pendant 10 ans, en catégorie interrégionale sur 400 m haies. C’est en 2000 durant ses études de STAPS à Nanterre qu’elle découvre le rugby à XV et ses valeurs d’équipe qui faisaient défaut en athlétisme. Hasna se fait alors remarquer par son professeur de rugby Jean-Jacques Sarthou qui lui propose de s'entraîner au club de Puteaux où il officie en tant qu'entraîneur. La section féminine du club de Puteaux ferme après seulement sa première saison et Hasna ainsi, l'entraîneur et d'autres joueuses sont alors accueillis par le club de l'ES Nanterre où elle reste 8 saisons.
Grâce à son abnégation et aux conseils de son entraîneur, Hasna décroche sa première sélection avec l'équipe de France A en février 2007 contre les Pays-Bas. En 2007, elle devient vice-championne d’Europe avec la France « A » lors de la Coupe d'Europe à Madrid. En 2008, elle est appelée pour la première fois pour jouer avec l'équipe de France pour affronter l'Écosse.
En juin 2007, Hasna s'éloigne des terrains pendant 16 mois pour donner naissance à son enfant. À la suite du licenciement de son entraîneur, par solidarité Hasna quitte le club de Nanterre pour rejoindre le club du CSM Gennevilliers. Elle y gagne un titre de championne de France de seconde division et Gennevilliers accède alors à la division supérieure en 2010. Hasna fait son grand retour en équipe de France en octobre 2009 au Stade de France face au Canada. Elle joue dans la foulée le tournoi des Six Nations 2009 et dispute la Coupe du monde 2010 en Angleterre où la France termine quatrième.

## Palmarès
- Championne de France fédéral a sept avec le MLSGP 78 en 2014
- Championne de France de division 2 avec le CSM Gennevilliers en 2010
- Vice-championne d'Europe France A en 2007

## Statistiques en équipe nationale
- Sélectionnée en équipe de France à 11 reprises
- Tournoi des Six Nations disputés : 2008, 2009
- Participation à la Coupe du monde 2010 : 3 match disputés (Canada, Suède, Nouvelle-Zélande)[2]